# شهرستان باکس بیوت (نبراسکا)
شهرستان باکس بیوت، نبراسکا (به انگلیسی: Box Butte County, Nebraska) یک سکونتگاه مسکونی در ایالات متحده آمریکا است که در نبراسکا واقع شده‌است.

## خصوصیات
شهرستان باکس بیوت ۲٬۷۹۲٫۰۲ کیلومترمربع مساحت دارد.